# 진주 사직단
진주 사직단(晉州 社稷檀)은 대한민국 경상남도 진주시 상봉동에 있다. 2018년 8월 9일 경상남도의 기념물 제291호로 지정되었다.

## 개요
사직단은 과거 농경사회의 으뜸이라 할 수 있는 토지의 신인 사(社)와 곡식의 신인 직(稷)에게 나라의 풍요와 안녕을 기원하는 제례를 올리는 곳이다.
조선 초 태종은 전국의 부․목․군․현의 행정단위마다 사직단을 세우고 봄과 가을에 사직제를 거행하라는 명을 내렸고 이후 지방에 단을 설치하고 중요 제례시설로 관리하였으나 1908년 통감부의 칙령으로 제사에 관한 시설 대부분이 철폐되었다.
대부분의 사직단이 개발 등으로 인해 훼손되어 없어졌으나 진주 사직단은 제단, 담장, 출입시설 등이 남아있는 몇 안되는 중요한 유적이므로 기념물로 지정한다.

## 참고 문헌
- 진주 사직단 - 국가유산청 국가유산포털